# Bruno Arcari (pugile)
Bruno Arcari (Villa Latina, 1º gennaio 1942) è un ex pugile italiano.
Olimpionico a Tokyo 1964, è stato campione europeo e mondiale WBC dei pesi superleggeri, rinunciando in entrambi i casi al titolo senza essere stato mai sconfitto in incontri con il titolo in palio.

## Biografia
Nato a Villa Latina in provincia di Frosinone, Arcari si trasferì con la sua famiglia dapprima nella vicina Atina e poi a Genova, dove iniziò a frequentare una palestra locale, la Mameli Pejo.

### Carriera dilettantistica
Fu campione italiano dilettanti dei pesi superleggeri nel 1962 a Modena e nel 1963 a Pesaro, battendo, tra gli altri, il futuro campione italiano Ermanno Fasoli. Nello stesso anno, nei superleggeri, vinse i Giochi del Mediterraneo a Napoli e la medaglia di bronzo ai Campionati europei, sconfitto dal polacco Jerzy Kulej. Nel 1963 e nel 1964 vinse la medaglia d'oro ai Campionati mondiali militari, nella categoria dei pesi leggeri.
Era il pugile su cui contava principalmente l'Italia per una medaglia d'oro nei superleggeri alle Olimpiadi di Tokyo. Purtroppo perse al primo turno contro il keniano Alex Oundo a causa di una ferita subìta che indusse l'arbitro a decretare il knockout tecnico. La debolezza delle arcate sopracciliari sarà anche la motivazione delle due uniche sconfitte subite da Arcari da professionista.
Concluse la carriera dilettantistica con 85 vittorie, 5 sconfitte e un pareggio su 91 incontri disputati.

### Il passaggio al professionismo

Arcari nel 1968 circa

Esordì come professionista l'11 dicembre 1964, a Roma, subendo una sconfitta da parte di Franco Colella. Questi iniziò attaccando e con un colpo aprì subito una ferita al sopracciglio sinistro del pugile di Atina. Arcari reagì assestando un poderoso montante sinistro al fianco e un gancio destro alla mascella dell'avversario. Colella si affidò alle trattenute e ad una ben assestata testata, tanto da essere richiamato dall’arbitro Fantozzi sia al secondo che al terzo round. Alla quarta ripresa l'arbitro fece visionare per ben tre volte al medico la ferita di Arcari e, nell'intervallo tra il 4º e il 5º round, ritenne che l'ex-olimpionico non fosse più in grado di proseguire. Dichiarò, perciò, Colella vincitore per ferita.
L'11 marzo 1966 a Roma batté ai punti in dieci riprese l'ex campione del mondo dei pesi leggeri il quarantenne Joe Brown, considerato uno dei più forti pesi leggeri di tutti i tempi.
Dopo 10 vittorie consecutive, il 10 agosto 1966, a Senigallia, Arcari sfidò Massimo Consolati per il titolo italiano dei superleggeri, lasciato vacante da Sandro Lopopolo. Anche stavolta, alla quinta ripresa, Arcari fu raggiunto da un gancio destro dell'avversario che gli aprì una copiosa ferita. Si giunse con scambi continui sino alla nona ripresa quando l'arbitro, anche in questo caso, chiamò il medico per verificare la consistenza della ferita subita dal pugile di Villa Latina. Il medico non se la sentì di mettere a rischio l'incolumità di Arcari, pur essendo questi in netto vantaggio. L'arbitro allora interruppe l'incontro per ferita, dando la vittoria per KOT al 10º round a Massimo Consolati.
Quattro mesi dopo fu allestita la rivincita a Genova, di fronte a un pubblico favorevole allo sfidante. Arcari conduceva nettamente l'incontro ma, all'8º round, una nuova ferita sul sopracciglio destro dello sfidante richiese l'intervento del medico. Stavolta, però, l'arbitro decretò la squalifica del campione uscente per testata irregolare, assegnando ad Arcari la cintura italiana dei pesi superleggeri. L'evento ha avuto interpretazioni contrapposte. Consolati, pur riconoscendo la superiorità dell'avversario, ha dichiarato di non averlo mai colpito con una testata e analogamente si è pronunciato Gabriele Fradeani della testata telematica Boxering della Fpi, che era presente all'incontro. Il corrispondente de L'Unità ha scritto che la ferita di Arcari, apertasi alla terza e poi nuovamente all'ottava ripresa, sia stata inferta da regolari ganci sinistri. Il corrispondente de La Stampa ha sostenuto, invece, di una testata di Consolati che, nell'ottava ripresa, avrebbe aggravato le condizioni di una ferita apertasi in precedenza. Dello stesso parere il corrispondente del Corriere della Sera che ha parlato addirittura di "un paio di testate".
Da lì in poi, Arcari difese tre volte il titolo italiano dei superleggeri, battendo ai punti Efrem Donati e per KOT alla prima ripresa Romano Bianchi, entrambi sul ring di Genova. Ad Acqui, il 6 settembre 1967, sconfisse Piero Vargellini per KOT alla quarta ripresa. Si sottopose poi a un primo intervento di chirurgia plastica alla palpebra e al sopracciglio destro.

### Campione d'Europa
Il 7 maggio 1968 incontrò a Vienna, di fronte a quindicimila spettatori avversi, l'idolo locale Johann Orsolics, per la cintura europea detenuta dall'austriaco. Orsolics, più alto di alcuni centimetri, partì subito all'attacco mentre Arcari, inizialmente, si limitò a incassare e a replicare con forza. Dopo la quarta ripresa il detentore cominciò a rallentare per recuperare fiato e Arcari aumentò progressivamente un ritmo già alto. Stavolta a spaccarsi le sopracciglia fu Orsolics, al 7º round. Al 12º round l’arbitro Smith non poté che constatare la gravità della ferita dell'austriaco e fermò il match, assegnando vittoria e titolo europeo all'italiano.
Arcari abbandonò il titolo italiano e difese vittoriosamente quattro volte la cintura europea. A Sanremo sconfisse il britannico Des Rea, a Roma il tedesco Willy Quatuor, ancora a Sanremo l'ex avversario di Lopopolo, Juan "Sombrita" Albornoz, e a Bologna l'altro spagnolo José Luis Torcida. Vinse sempre prima del limite, tra la quinta e la settima ripresa.

### Campione del mondo

Arcari (a destra) contro il brasiliano João Henrique (Roma, 1971).

Il 31 gennaio 1970, finalmente gli fu data la possibilità di combattere per il titolo mondiale della WBC, istituito da poco. Il campione in carica era il filippino Pedro Adigue, che aveva guadagnato il titolo battendo lo statunitense Adolph Pruitt nell'incontro inaugurale per l'attribuzione della cintura. Era alla sua prima difesa e, per venire a combattere al Palazzo dello Sport di Roma, chiese la borsa non indifferente di 55.000 dollari. Si presentò dopo aver appena messo KO a Tokyo al primo round, in un match al limite dei pesi welter, il campione nazionale giapponese dei medi junior Koichi Wajima, futuro campione del mondo di tale categoria.
Alla terza ripresa, il filippino assestò allo sfidante un terribile gancio destro alla mascella. Fu forse il colpo più devastante subito da Arcari in tutta la sua carriera. Piegò le gambe ma riuscì a non farsi contare. Alla dodicesima ripresa l'incontro sembrava ancora equilibrato. Nelle ultime tre riprese, Arcari attaccò e tenne l’iniziativa, con Adigue che gli era sempre addosso. Poi alla quindicesima, il campione del mondo barcollò sotto un preciso gancio sinistro dell'italiano. Entrambi i pugili terminarono stanchissimi. Arcari conquistò la cintura mondiale con ben otto punti di vantaggio sul cartellino dell'arbitro e giudice unico Teddy Waltham, un margine però che gran parte degli osservatori dichiarò eccessivo.
Dopo aver rinunciato al titolo europeo, Arcari difese la cintura mondiale per nove volte in quattro anni. Combatté otto volte in Italia e una sola volta all'estero. Il 10 luglio 1970, a Lignano Sabbiadoro, mise in palio il titolo con il campione europeo René Roque, già vincitore su Lopopolo. Alla seconda e alla quinta ripresa, il francese ferì due volte con una testata il campione del mondo. All'inizio della sesta, Arcari era una maschera di sangue e il medico ne dichiarò l'impossibilità a proseguire. L'arbitro si pronunciò allora per la volontarietà della seconda testata, attribuendo la vittoria al pugile italiano per squalifica alla sesta ripresa, nonostante le proteste dell'angolo dello sfidante.
Il 30 ottobre dello stesso anno, Arcari superò il modesto brasiliano Raimundo Dias, a Genova, per KO al terzo round. Questi già alla prima ripresa aveva aperto un profondo squarcio all'arcata sopracciliare destra del campione del mondo che, nei giorni successivi, fu costretto a ricorrere a un nuovo intervento di chirurgia plastica.

Arcari difende vittoriosamente il titolo mondiale contro il brasiliano Everaldo Costa Azevedo (Torino, 1972).

Il 6 marzo 1971, a Roma, incontrò per la prima volta il brasiliano João Henrique che fino ad allora aveva subito una sola sconfitta, dall'argentino Nicolino Locche. L'incontro fu altamente spettacolare. Arcari aveva acquisito un buon vantaggio, sino alla dodicesima ripresa, quando il brasiliano aprì una nuova profonda ferita sull'arco sopracciliare dell'avversario. Nei due round successivi, Henrique riuscì nettamente a prevalere. Al suono dell'ultimo gong, Arcari era intenzionato a non alzarsi dallo sgabello. Fu il manager Rocco Agostino a convincerlo. Il campione del mondo, allora, si scagliò come una furia contro lo sfidante facendogli rischiare il KO. Il verdetto ai punti, in favore dell'italiano, fu unanime.
Le successive difese del titolo, contro l'argentino Enrique Jana e lo spagnolo Domingo Barrera, combattute sempre in Italia videro il campione del mondo vincitore prima del limite. Il 28 aprile 1972, nel match non valido per il titolo contro il portoricano José Peterson, Arcari beneficiò di un verdetto decisamente favorevole. Durante la terza ripresa, nella foga del combattimento, urtò con la testa la fronte dell'avversario, riportando una ferita all'arcata destra che cominciò a sanguinare copiosamente. Durante l'intervallo ci si rese conto che l'italiano non poteva più proseguire e l'arbitro, anziché assegnare la vittoria al portoricano, lo squalificò tra i fischi e il fitto lancio di monetine del pubblico bolognese.
Il 10 giugno successivo, Arcari compì forse il suo capolavoro, nella rivincita contro João Henrique sul ring amico di Genova. Lasciò condurre il brasiliano per le prime sei riprese, limitandosi a boxare di rimessa. Dopo un pericoloso montante al tronco dello sfidante, cambiò marcia. Alla nona ripresa colpì decisamente Henrique con un gancio sinistro. A 2:15 del 12º round mandò al tappeto l'avversario con una terribile combinazione di destro doppiato da un gancio sinistro. Lo sfidante rimase imbambolato seduto a terra appoggiandosi alle corde per tutto il conto di dieci.
Il 2 dicembre 1972, a Torino, Arcari incontrò il brasiliano residente in Italia Everaldo Costa Azevedo. Questi evitò con cura la battaglia, ma non mancò di utilizzare qualche scorrettezza del mestiere. Nel finale una ferita al solito sopracciglio del campione del mondo iniziò a sanguinare ma, fortunatamente, non fu determinante per l'esito del match. Il verdetto ai punti in favore di Arcari fu unanime.
L'unica difesa del titolo combattuta fuori casa fu a Copenaghen, contro Jørgen Hansen, che finì KO alla quinta ripresa. Arcari mantenne il titolo fino al 16 febbraio 1974 quando sconfisse lo spagnolo Antonio Ortis, a Torino, per squalifica all'ottavo round.

### Ultimi incontri nelle categorie superiori
Non riuscendo più a rientrare nei limiti di peso, fu costretto a passare alla più pesante categoria dei welter e a rinunciare al titolo mondiale dopo 1695 giorni di regno. Nella sua breve militanza nella categoria superiore, Arcari non incontrò pugili di particolare livello, se si eccettua il ventiduenne Harold Weston, già vincitore per ferita su Vito Antuofermo, in un match dove entrambi i pugili non riuscirono a rientrare nei limiti di peso dei welter. L'incontro in dieci riprese, allestito il 28 febbraio 1975 al Palazzo dello Sport di Torino, andò avanti per dieci tirate riprese giocate sul filo della media e corta distanza. Al terzo round, lo statunitense dimostrò di essere già abbastanza smaliziato e aprì due ferite sulle sopracciglia del campione di Villa Latina. Questi reagì rabbiosamente alla quarta ripresa e, alla fine, il verdetto ai punti gli fu ancora una volta nettamente favorevole.
Il 2 aprile 1976, Arcari incontrò, in un match in dieci round al limite dei 69,8 kg (pesi superwelter) l'italo-australiano Rocky Mattioli, che di lì a un anno sarebbe diventato campione del mondo dei superwelter ma che, nel frattempo, aveva perso ai punti da Weston. Fu il suo quartultimo incontro e, forse, il suo canto del cigno. All'ottavo round, Mattioli, tornò all'angolo con uno zigomo ferito dai colpi dell'avversario. Si rifece vincendo la nona e, soprattutto, l'ultima intensa ripresa. L'italo-australiano portò un attacco terrificante e Arcari rischiò il KO. Finì anche al tappeto per una scivolata ma, stringendo i denti, riuscì a rialzarsi e a terminare l'incontro. Il match finì in parità. Un giudice si espresse a favore di Arcari e due per il pari. In ogni caso, a trentaquattro anni suonati, Arcari dimostrò difficoltà a mantenere alla distanza il ritmo di un match tirato, ancorché di sole dieci riprese.
In seguito combatté vittoriosamente altre tre volte per poi ritirarsi. Dopo la seconda sconfitta subita da Consolati, Arcari non aveva perso più un incontro degli altri 61 disputati, vincendone 57 consecutivi.

## Caratteristiche tecniche e controversie
Guardia destra, schivo e dedito a una boxe fatta solo di concretezza e che poco concedeva allo spettacolo, Arcari era un anti-divo per eccellenza. Anche da campione del mondo sfuggì ai giornalisti e alla pubblicità e, di conseguenza, alla popolarità che, in considerazione dei suoi successi, avrebbe potuto facilmente raccogliere.
In considerazione del fatto di non essere mai stato realmente battuto è considerato da vari autori il più forte pugile d'Italia di ogni tempo. Così lo ritiene, in particolare, il giornalista specializzato Franco Dominici.
(Franco Dominici)
Tali affermazioni, tuttavia, vanno tarate in considerazione del fatto che Arcari non è mai stato unanimemente riconosciuto campione del mondo, pur essendo l'italiano che ha detenuto per più tempo (1695 giorni) un titolo mondiale di pugilato. Nello stesso periodo, infatti, la WBA riconosceva prima l'argentino Nicolino Locche e poi il colombiano Antonio Cervantes e a costoro era attribuito lo "status" di campione mondiale lineare dei superleggeri. Locche e Cervantes, così come gli italiani Loi e Benvenuti, sono stati ammessi alla International Boxing Hall of Fame, riconoscimento tuttora negato al campione di Villa Latina.
Arcari, inoltre, ha combattuto solo quattro volte fuori dall'Italia, incontrando all'estero in un solo caso (Johann Orsolics, a Vienna) un avversario di un certo livello. Negli Stati Uniti ha combattuto solo un match di quattro riprese vincendo ai punti contro un pugile di scarso valore, nel secondo sottoclou del terzo incontro Benvenuti-Griffith In ogni modo, la debolezza delle sopracciglia, pur ricostruite più volte con la chirurgia plastica, ha rappresentato per Arcari un oggettivo tallone di Achille che non gli ha però impedito di diventare campione del mondo (Consolati 2, Roque e Petersen

## Vita dopo la boxe
Al termine della carriera Arcari si ritirò a vivere nel Levante ligure; è presidente onorario della Pugilistica Spezzina.
A maggio 2015 una targa a lui dedicata fu apposta nella Walk of Fame dello sport italiano del CONI a Roma
Nel 2022 al campione è stato concesso un vitalizio ai sensi della legge Giulio Onesti, con decreto firmato dalla sottosegretaria Valentina Vezzali.

### Annotazioni
1. ↑  Altre fonti riportano come luogo di nascita Atina

### Fonti
1. ↑   Bruno Arcari (pugile) — Lexipedia, su it.lexipedia.org. URL consultato l'8 maggio 2022.
2. ↑   BRUNO ARCARI – Pesi Massimi Boxe, su palestra-pesimassimi.it. URL consultato l'8 maggio 2022.
3. ↑  Dati su BoxRec
4. ↑  Intervista a Bruno Arcari, in: Corriere della Sera, 12 luglio 2010
5. ↑  (EN) Un mito sportivo di casa nostra. Bruno Arcari il pugile più umile, su genova.reteluna.it. URL consultato l'8 maggio 2022.
6. ↑   Riconoscimento onore a Bruno Arcari Campione del Mondo di pugilato. Apposizione targa all'ingresso del Palazzetto dello Sport., su comune.atina.fr.it, 10 maggio 2012. URL consultato l'8 maggio 2022.
7. ↑  Campionati mondiali militari 1963
8. ↑  Campionati mondiali militari 1964
9. ↑  Orlando "Rocky" Giuliano, Storia del pugilato, Longanesi & C., Milano, 1982, p. 156
10. 1 2 3 4  Bruno Arcari su Sport & Note
11. ↑  Franco Colella vs. Bruno Arcari
12. ↑  Bruno Arcari vs. Massimo Consolati (primo incontro)
13. 1 2  Bruno Arcari vs. Massimo Consolati (secondo incontro)
14. ↑  Arcari "tricolore" dei superleggeri, in: L'Unità, 8 dicembre 1966
15. ↑  La Stampa, 8 dicembre 1966
16. ↑  Corriere della Sera, 8 dicembre 1966
17. ↑  Mario Gherarducci, Arcari l'antidivo per eccellenza vuol superare il mito Benvenuti, in: Corriere della Sera, 29 gennaio 1970
18. ↑  Arcari diventa Campione d'Europa
19. ↑  Traguardo "mondiale" stasera per Arcari, in: La Stampa, 31 gennaio 1970
20. ↑  Arcari diventa Campione del Mondo
21. ↑  Otto punti per Arcari. «Troppi» dicono tutti, in: Corriere della Sera, 3 febbraio 1970
22. 1 2  Corriere d'Informazione, 11-12 luglio 1970
23. ↑  Mario Minini, Arcari di nuovo sotto i ferri, in: Corriere d'Informazione, 31 ottobre-1 novembre 1970
24. ↑  Bruno Arcari vs. Joao Henrique (primo incontro)
25. 1 2  L'arbitro "regala" ad Arcari una vittoria per squalifica, in: Corriere della Sera, 29 aprile 1972, p. 21
26. ↑  Mario Gherarducci, La boxe italiana ringrazia Arcari, in: Corriere della Sera, 29 aprile 1972
27. ↑  Bruno Arcari vs. Everaldo Costa Acevedo
28. ↑  Bruno Arcari vs. Harold Weston
29. ↑  Il match si combatté di fronte a un pubblico di 11.222 paganti per un incasso di 77 milioni. Corriere della Sera, 3 aprile 1976
30. ↑  L'Unità, 3 aprile 1976
31. ↑  Franco Dominici, in: Giuliano, cit., p. 94.
32. ↑  Orlando "Rocky" Giuliano, Storia del pugilato, Longanesi, Milano, 1982, p. 77
33. ↑  Il campionato lineare è un'espressione pugilistica che, in caso di compresenza di più campioni mondiali nella stessa classe di peso, indica una linea che parte dal pugile che si è impossessato del titolo battendo sul ring l'ultimo titolare indiscusso della cintura mondiale. Nel caso dei pesi superleggeri l'ultimo titolare indiscusso era stato Takeshi Fuji che fu battuto da Locche
34. ↑  Madison Square Garden, New York. Evento del 4 marzo 1968
35. ↑   Inaugurata la Walk of Fame: 100 targhe per celebrare le leggende dello sport italiano, su coni.it. URL consultato il 20 dicembre 2017.
36. ↑   100 leggende Coni (PDF), su coni.it. URL consultato il 20 dicembre 2017.
37. ↑   Boxe, concesso il vitalizio a Bruno Arcari. Il presidente federale D'Ambrosi: "Grazie Vezzali", su la Repubblica, 16 febbraio 2022. URL consultato il 16 febbraio 2022.
38. 1 2 3 4   Benemerenze sportive di Bruno Arcari, su coni.it, Comitato olimpico nazionale italiano.